# جيجك التركية
جيجك (بالتركيَّة: Jijak Čiček)، المعروفة أيضًا باسم أم علي، كانت أم ولد تركيَّة للخليفة العبَّاسي المعتضد بالله وأم الخليفة المستقبلي المكتفي بالله.

## سيرة شخصية
جيجك تشيتشيك (وتعني "زهرة" بالتركية) كانت جارية تركية، ومحظية لأحمد بن طلحة، الخليفة المستقبلي المعتضد بالله. وأنجبت منهُ ولداً اسمه علي بين 878/877. وبعد ولادة ابنها لقبت بأم علي، وأصبح الاسم كالاسم الشائع لها.
كان ابنها أول خليفة سُمي على اسم الخليفة علي بن أبي طالب، كما أنه الوحيد من الخُلفاء الذين تسمُّوا بإسمه حتى عهده. تمت زيادة مخصصات جيجك عندما أصبح المعتضد خليفة عام 892، كما اهتم المعتضد بالله بتجهيز ابنهما علي، لأنه ابنه الأكبر ووريثه الواضح للخلافة، فقام بتعيينه والياً على ولايات: أولاً في الري، وقزوين، وقم، وهمدان، عندما كانت هذه المحافظات في حوالي 894/5، وفي 899 على الجزيرة والمناطق الحدودية، أقام ابنها علي المكتفي في الرقة، المدينة المفضلة لدى أجداده العباسيين.[بحاجة لمصدر]
أصبحت جيجك أم ولد مهمة ومؤثرة بسبب جدارتها كأم للشيخ ووريثة المعتضد.
توفيت حوالي عام 900، قبل أو بعد فترة وجيزة من صعود ابنها إلى الخلافة، وبعد وفاتها لفت منافسها شغب الاهتمام في الحريم، على الرغم من أن جيجك كانت مؤثرة، إلا أنها لم تطمح أبدًا إلى أي نوع من السلطة السياسية.[بحاجة لمصدر]